# 南芬区
南芬区是中国辽宁省本溪市所辖的一个市辖区。區人民政府駐南芬街道。

## 历史
南芬古称“南坟”。清康熙年间，有一丰姓巡抚见此地风水极佳，便将其祖坟迁来此地，因位于本溪湖之南，故称为南坟。1942年，因“坟”字不吉而改为“南芬”，至今当地口语仍称之为“南坟”。
1948年11月15日，本溪县划分为10个区，南芬区为其中之一。1952年9月，中共本溪市郊区委员会成立，辖属南芬区等地。1956年8月，撤销桥头区和南芬区，重新组建本溪市直属的南芬（矿）区，将原桥头区所属的8个乡、1个镇划入南芬（矿）区。1958年4月，全省推行撤区并乡和撤小乡并大乡制，本溪市人民委员会决定将南芬区撤销，组建南芬镇，隶属本溪县领导。1966年7月，南芬矿区成立。1968年8月，撤销南芬矿区建制，恢复南芬人民公社，划归立新区领导。1984年11月，经辽宁省人民政府批准，恢复南芬区建制。1988年，原属本溪县的下马塘乡（今下马塘街道）划入南芬区。

## 人口
根據第七次人口普查數據，截至2020年11月1日零時，南芬區常住人口為55560人。

## 行政区划
南芬区下辖3个街道办事处：
南芬街道、思山岭街道和下马塘街道。

## 交通
- 304国道过境。

## 特产
辽砚：国家地理标志产品。辽砚兴于辽金时代，相传辽砚深得萧太后的厚爱，并被封为御砚。